# Kościół Wszystkich Świętych w Żywcu
Kościół Wszystkich Świętych – kościół, który znajdował się w Żywcu, w dzielnicy Stary Żywiec. Był siedzibą parafii pod tym samym wezwaniem. Zniszczony podczas II wojny światowej, a jego miejsce zostało zalane przez Jezioro Żywieckie.

## Historia
Kościół powstał na miejscu poprzedniej lokacji miasta Żywiec, po jego przeniesieniu w górę Soły, stała się ona terenem wsi Stary Żywiec.
Świątynia stanowiła najstarszą budowlę sakralną na terenie Żywiecczyzny. Kościół na początku XVI wieku został zniszczony podczas powodzi, odbudowano go w 1507 r.
Do powołanej w 1925 r. parafii Wszystkich Świętych, należał Stary Żywiec, Zarzecze, Zadziele, Czernichów, Międzybrodzie Żywieckie, a także część Tresnej i Moszczanicy. W 1946 r. w związku z powstaniem samodzielnej parafii w Międzybrodziu Żywieckim, od parafii starożywieckiej odłączono Międzybrodzie Żywieckie, Czernichów i Tresną.
Kościół został spalony podczas działań wojennych w 1945 r. razem ze znajdującym się w nim wyposażeniem. Na miejscu zniszczonej świątyni postawiono barak, w którym odbywały się nabożeństwa. W związku z planami powstania Jeziora Żywieckiego, ogłoszonymi w 1950 r., do odbudowy nie doszło. Parafia została przeniesiona do Zarzecza wraz z budynkiem drewnianej kaplicy tymczasowej, która została rozebrana i przetransportowana w 1964.
Wokół kościoła znajdował się cmentarz, spoczywały na nim m.in. ofiary epidemii czerwonki z 1917 r. Część mogił została przeniesiona, utworzono w tym celu zbiorowe groby na cmentarzu Przemienienia Pańskiego.

## Architektura i wnętrze
Gotycki budynek kościoła wykonany był z drewna, przedstawiał styl śląsko-małopolski. W późniejszym okresie dokonano przeróbek, jednak nie wpłynęły one na ogólny styl obiektu.
We wnętrzu znajdowały się drewniane rzeźby, przedstawiające Jana Chrzciciela oraz św. Szczepana, wykonane ok. 1380 r. Do kolejnego elementu wyposażenia należał tryptyk z ok. 1400 r. Na jego skrzydłach znajdowały się rzeźby dwunastu stojących apostołów, a w środkowej części - wizerunki siedzących Jezusa i Marii.
Wyposażenie, które zostało zachowane w wyniku przeniesień zabytków przed pożarem w 1945 r., zdeponowano w Muzeum Narodowym w Krakowie (skrzydła tryptyku), kaplicy Matki Boskiej Różańcowej w Żywcu (środkowa część tryptyku) oraz w innych kościołach.